# Grande Tête de l'Obiou
Grande Tête de l'Obiou ou simplestente l'Obiou é uma montanha nos pré-Alpes franceses, no departamento de Isère. É o pico mais alto das montanhas Dévoluy e dos Pré-Alpes do Delfinado.